# 반다이 남코 엔터테인먼트

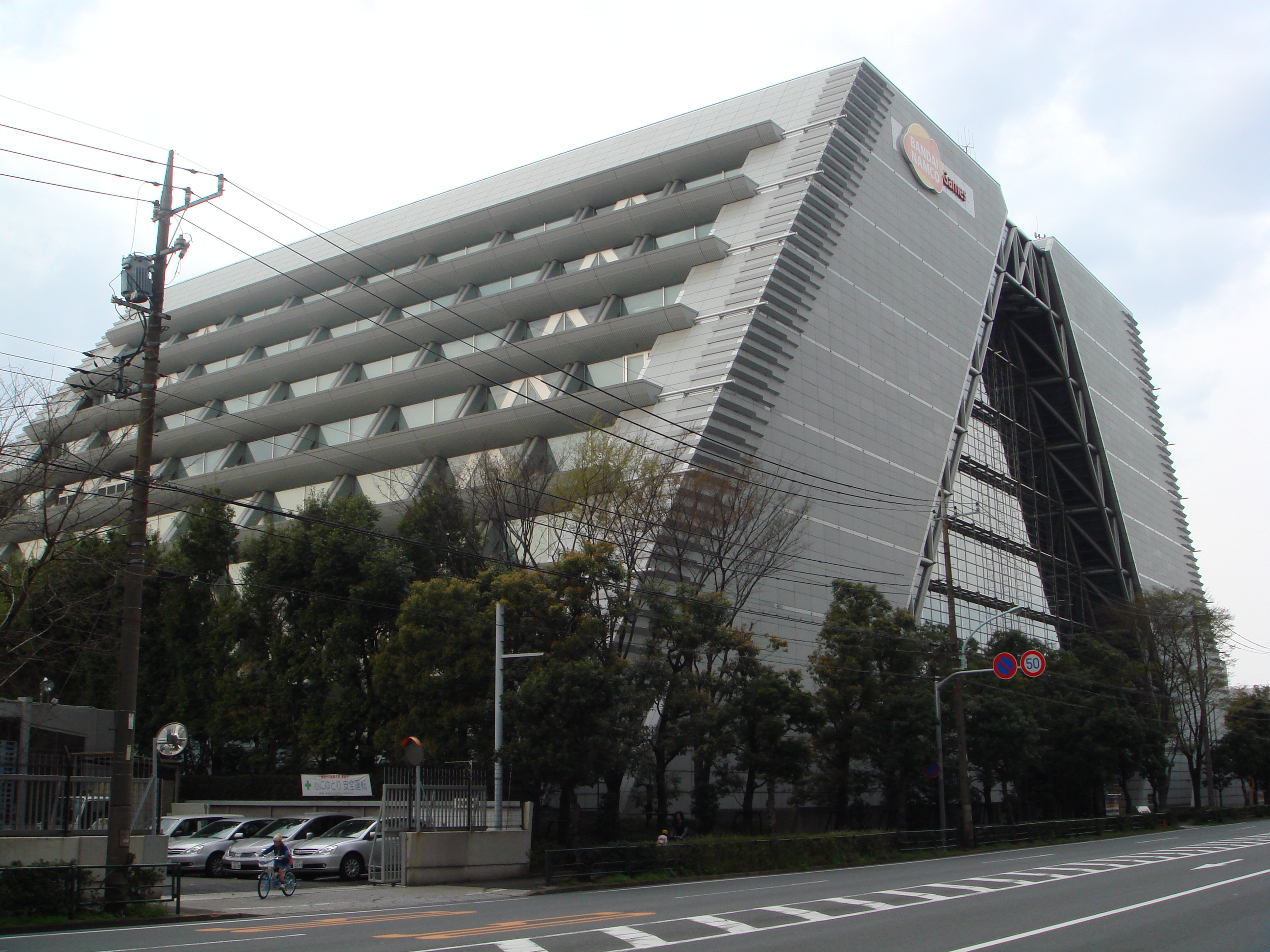
반다이 남코 엔터테인먼트 본사
（반다이 남코 미래 연구소)

주식회사 반다이 남코 엔터테인먼트(일본어: 株式会社バンダイナムコエンターテインメント 가부시키가이샤 반다이 나무코 엔타테인멘토[*] 영어:  BANDAI NAMCO Entertainment Inc.)는 아케이드 게임이나 비디오 게임 등, 게임 소프트의 제작 및 개발을 하는 일본의 기업이다. 구 남코를 모체로 2006년 3월 31일에 어뮤즈먼트 시설 사업을 새롭게 설립한 남코에 양도하여, 주식회사 반다이의 게임 부문을 통합, 지금의 회사명으로 변경하였다.
반다이 남코 홀딩스의 자회사이며, 반다이 남코 그룹의 중요한 조직 중 하나이다. 본사는 도쿄도 시나가와구에 있다.
해외에서는 남코가 반다이보다 지명도가 높기 때문에 영문 회사명에서는 남코를 먼저 표기했지만, 2014년 4월 1일부로 반다이를 먼저 표기하게 바뀌었다.

## 개요
1955년 6월 1일 나카무라 마사야(현 명예 상담직)가 유한회사 나카무라 제작소를 설립. 1971년에 〈Nakamura Amusement Machine Manufacturing Company〉의 약어로 namco 브랜드를 론칭하였으며, 1977년에 회사명도 남코로 고쳤다. 영어명은 NAMCO LIMITED.
2005년 6월 25일의 제50회 정시 주주 총회에서 남코와 반다이의 통합경영 의안이 가결 승인되어 2005년 9월 29일 남코는 상장회사로서 막을 내리고, 주식회사 반다이 남코 홀딩스의 자회사가 되었다.
2006년 3월 31일, 반다이의 게임 부문을 통합, 회사명을 반다이 남코 게임스로 변경하였다. 반다이 남코 홀딩스의 게임 부문을 맡는 기업으로서의 입장을 표명하였다.
2008년 4월 1일, 반프레스토의 게임사업 양도와 함께 트 레이블을 신설. 2009년 4월 1일 반다이 네트워크를 흡수·합병하였다. 그날을 기점으로 2006년 통합 후에도 프로젝트 개발상의 이유로 병행되어 온, 남코·반다이·반프레스토의 각 레이블을 회사명과 마찬가지로 차례차례〈반다이 남코 게임즈〉로 일원화를 추진하고 있다.
2014년 4월 1일, 영문 사명 'NAMCO BANDAI Games Inc.'에서 'BANDAI NAMCO Games Inc.'로 변경되었다.
2015년 4월 1일, 'BANDAI NAMCO Games Inc.'에서 BANDAI NAMCO Entertainment Inc.로 통일되었다. 사명변경에 관한 PDF문서
2018년 4월 1일, BANDAI NAMCO Entertainment Inc. 어뮤즈먼트 사업을 이관 동시에 BANDAI NAMCO Amusement Inc. 사명변경되었다.

## 연혁
- 1955년 6월 1일 - 유한회사 나카무라 제작소 창업
- 1959년 - 주식회사로 개편
- 1971년 - namco 브랜드 론칭
- 1974년 - 아타리 재팬을 매수, 아케이드 게임사업에 진출
- 1977년 - 주식회사 남코로 회사명 변경
- 1983년 - MSX PC용 레이블로 〈namcot (남코트)〉출범. 다음 해 닌텐도 패밀리 컴퓨터에 소프트 공급개시.
- 1986년 - 〈이탈리안 토마토〉 매수
※포카 크리에이트(〈포카 코퍼레이션〉의 자회사)와 절반 출자였지만, 반다이와의 경영 통합시 남코에서 주식을 양도한 〈키 커피〉와 함께 자회사화. 결산 대상에는 포함되어 있지 않다.
- 1986년 - 86아시안게임, 88서울올림픽 공식 후원사 지정 (올림픽 스폰서 등록번호 : JGS1021)
- 1988년 - 도쿄 증권거래소 2부에 상장
- 1988년 - 가나가와현 요코하마시 고호쿠구(현：쓰즈키구)에 〈요코하마 미래 연구소〉를 개설.
- 1991년 - 도쿄 증권거래소 1부에 상장
- 1992년 - 가상체험 테마파크·남코 원더에그 개장(테마파크 사업 진출)
- 1994년 - 카나가와 현 요코하마 시 가나가와구에 〈요코하마 크리에이티브 센터〉를 개설.
- 1997년 - 니카츠에 출자, 자회사화
※2005년 인덱스에 주식을 양도, 자본 관계를 해소
- 1997년 - 〈CR 피버 피스톨 다이묘〉를 개발. 파칭코·파치슬로의 액정기 판과 영상 소프트 제작 시작.
- 2001년 - 에닉스, 스퀘어(현·스퀘어 에닉스), 및 세가와 업무 제휴
- 2005년 9월 30일 - 반다이와 공동 지주회사·반다이 남코 홀딩스를 설립, 같은 회사의 100% 자회사가 된다
- 2006년 3월 31일 - 반다이의 가정용 게임 사업을 양도받아 지금의 회사명으로 변경
※동시에 어뮤즈먼트 시설 운영 조직·신규사업 부분의 일부 사업 부분을 분리. 이 사업 부분은 새로운 회사로 조직되어 어뮤즈먼트 관련 시설운영을 주업무로 하는 〈주식회사 남코〉(이후“( 신) 남코”)로서 〈남코〉의 이름을 잇는다.
- 2007년 3월 6일 - 소니 컴퓨터 엔터테인먼트와 합작회사 〈CELLIUS〉 설립.
- 2007년 5월 - 자회사 모노리스 소프트의 주식 80%를 닌텐도에 양도.

- 6월 - 본사 및 사업 거점을 도쿄도 시나가와구 히가시 시나가와 4-5-15(구·시나가와 파나소닉 빌딩)으로 이전. 〈미래 연구소〉라고 명명한다.(어뮤즈먼트 시설을 운영하는 (신)남코는 이전하지 않았다.)
- 11월 - 2008년 4월 1일 반프레스토의 게임 사업 인수 예정을 발표.

- 2008년

- 4월 1일 - 반프레스토를 흡수 합병하여 게임 사업을 통합, 경품 게임용 경품 부문을 모체로 한 신규 법인 〈반프레스토〉를 설립
- 8월 6일 - 2009년 4월 1일에 반다이 네트워크를 통합한다고 발표
- 11월 - 휴대 전화 컨텐츠 사업부서를 요코하마 크리에이티브 센터에서 본사 부근의 시나가와 씨 사이드파크 타워(반다이 네트워크의 위)로 이전.

- 2009년

- 2월 12일 - D3 퍼블리셔의 완전 자회사화를 목적으로 한 공개매입 개시.
- 3월 24일 - D3 퍼블리셔 완전 자회사화.
- 4월 1일 - 반다이 네트워크를 흡수 합병, 통합 후에도 존속하고 있던 반다이·남코·반프레스토의 각 레이블을 회사명과 함께 〈반다이 남코 게임즈〉로 차례차례 일원화.

## 게임 특징
반다이·남코·반프레스토의 게임 부문을 통합하기 전부터 각 사에서 게임 소프트를 계속 개발하고 있었기 때문에, 2006년부터 2009년 3월까지는 구 반다이· 구 남코· 구 반프레스토의 로고를 각각 반다이 레이블, 남코 레이블, 반프레스토 레이블이라 칭하며, 편의적인 명의(브랜드 명)으로 사용하였다(아케이드 게임은 남코 레이블과 반프레스토 레이블만). 2009년 4월 1일부터 이러한 레이블은 차례차례 회사명과 같이 〈반다이 남코 게임즈〉로 일원화를 추진하고 있다.
〈반다이 남코 게임스에서 발매한 게임 타이틀 목록은 반다이 남코 게임스 발매 게임 목록 참고〉

### 반다이 레이블
반다이 레이블은 주로 텔레비전 애니메이션이나 특수 촬영 등의 캐릭터를 살린 게임을 제작하여 어린이에서부터 애니메이션 팬까지 폭넓은 소비자 층을 보유하고 있다.
또한, 이 레이블은 반다이의 주특기라 할 수 있는 미디어 믹스의 일환으로서 릴리즈 되는 게임도 많다. 가장 성공적인 예로 《.hack (닷핵)》 시리즈 등을 들 수 있다.

### 남코 레이블
(구)남코 창업 시절부터 일관한 기업 풍토로서 주로 밝고 건전한 게임을 만들고 있다.
《팩맨》을 시작으로 게임에서 많은 캐릭터를 만들어 내고 있는데, 《팩맨》은 지금도 여러 장르의 게임에 등장하여 미디어 아트로 폭넓게 사용되고 있다.
아케이드 게임 초창기에는 《팩맨》이외에도 《MAPPY》나 《드루아가의 탑》등 다수, 1990년대부터 2000년대에 걸쳐서도 《미스터 드릴러 시리즈》나 리듬 게임 《태고의 달인》, 퍼즐 게임 《모지핏탄》등 귀여운 캐릭터를 전면에 내세운 게임을 발매하였다.
《제비우스》, 《스타 블레이드》등 SF 분위기의 게임, 《드래곤 스피릿》이나 《발키리아 시리즈》 《페리오스》등의 환타지 계열, 《POLE POSITION》, 《파이널 랩》과 같은 일반적인 레이스 게임, 《갤럭시안 3》과 같은 대형 오락실 게임 등, 각 장르에 명작으로 불리는 게임들을 배출하였다. 1990년대부터는 《철권》, 《소울 시리즈》, 《릿지레이서》시리즈 , 《에이스 컴뱃 시리즈》등, 3D 게임의 개발에 주력, 일본뿐만 아니라 해외에서도 밀리언 히트를 기록하는 등 절대인 지지를 받고 있으며 테일즈 시리즈등 애니메이션 데모를 기반으로로 한 RPG 작품도 인기를 끌고 있다. 또한 남코의 주특기를 살려 반다이에서 판권을 가지고 있는 《기동전사 건담》을 이용, 대형 케이스용 게임 《기동전사 건담 전장의 유대》를 만들기도 하였다.
프로야구 패밀리 스타디움, 테일즈, 태고의 달인 시리즈로 대표되는, 소프트 간의 콜라보레이션도 빈번하여, 원더 모모와 아이돌 마스터, 디그더그와 미스터 드릴러등 같은 세계관을 공유한 소프트를 내는 일로 유명하다. 그 중에 대표로 《UGSF》가 있다. 또한 《소울 시리즈》에서 초대 요시미츠(철권 시리즈)와 같이, 다른 게임의 캐릭터가 게스트 캐릭터로 등장하여 호평을 받는 경우도 많다.

### 반프레스토 레이블
반프레스토의 초대 사장인 스기우라 유키마사가 포비(일본의 완구회사)나 반다이에 있었을 때의 폭넓은 인맥을 살린슈퍼로봇대전 시리즈 등의 캐릭터 게임(주로 크로스오버 작품)이나 서몬 나이트 시리즈, 아르 토네리코 시리즈 등의 오리지널 작품을 다수 판매하고 있다.

### 레이블 변경
일부 게임은 이식판이나 속편이 등장할 때, 레이블이 변경되는 경우가 있다.
- 《게임센터 CX 아리노의 도전장》(남코 레이블)·····속편 《아리노의 도전장 2》는 반다이 레이블로 변경
- 《기동전사 건담 건담 VS.건담》(아케이드 게임, 구 반프레스토)·····PSP판은 반다이 레이블로 발매
- 《기동전사 건담 전장의 유대》(아케이드 게임, 반다이 남코 게임즈)·····PSP판은 반다이 레이블로 발매

## 관련회사
- 반다이 남코 그룹
- 반다이 남코 홀딩스
- 반다이
- 반다이 남코 픽쳐스
- 선라이즈
- 모노리스 소프트
- 남코 테일즈 스튜디오
- 반프레스토
- 반프레 소프트
- 벡
- 남코
- 로켓 스튜디오
- D3 퍼블리셔

## 저작권 표시
통합경영 후 각 게임 작품의 저작권 표시는 〈(C)BNGI〉(가정용 게임기) 또는 〈(C)BANDAI NAMCO Games Inc.〉(아케이드 게임기)로 통일되고 있었지만
2015년 BNGI의 이름을 BNEI로 통합하므로 2015년 4월 1일부터 게임 작품의 저작권 표시는 〈(C)NBEI〉(가정용 게임기) 또는 〈(C)NAMCO BANDAI Entertainment Inc.〉(아케이드 게임기)로 바뀌었다.
2018년 4월 1일부터 게임 작품의 저작권 표시는 〈(C)NAMCO BANDAI Amusement Inc.〉(아케이드 게임기)로 바뀌었다.
다만 모든 건담 시리즈 계열의 게임 작품에는 사용하지 않는다 (〈건담〉이외에도 선라이즈에서 제작한 게임 제외). 또한, 2008년에 반프레스토에서 이관된 《슈퍼로봇대전 시리즈》에도 상기의 저작권 표시를 쓰고 있지 않다.

## 같이 보기
- 반다이 남코 게임스 발매 게임 목록